# Céline Eko Mendomo
 (décembre 2021).
Céline Eko Mendomo est une dirigeante du football au Cameroun. Elle est vice-présidente à la Fécafoot et présidente de la fédération féminine de football au Cameroun. Elle a fait partie du staff dirigeant de l'équipe de canon de Yaoundé.

## Biographie

### Carrière
| Vidéo externe |                                                                                       |
|               | Interview exclusive de Mme Céline Eko PCA du Canon de Yaoundé Kpa Kum Mekok Me Ngonda |

Céline Eko est première vice-présidente à la Fécafoot dans l'équipe de Samuel Eto'o et présidente de la fédération féminine de football au Cameroun,.
En 2015, elle a fait partie du staff dirigeant de l'équipe de canon de Yaoundé.